# Oxyeleotris herwerdenii
Oxyeleotris herwerdenii är en fiskart som först beskrevs av Weber, 1910.  Oxyeleotris herwerdenii ingår i släktet Oxyeleotris och familjen Eleotridae. Inga underarter finns listade i Catalogue of Life.